# La mies es mucha
La mies es mucha es una película española dirigida por José Luis Sáenz de Heredia en 1948, típico ejemplo del cine religioso realizado en la época.
El filme fue un enorme éxito de taquilla en su momento, y obtuvo los premios del Círculo de Escritores Cinematográficos y Nacional del Sindicato del Espectáculo. Fue rodada en Málaga, aprovechando el paisaje y el ambiente tropical del Jardín Botánico La Concepción, bajo el patrocinio de su obispo, Ángel Herrera Oria.

## Argumento
La película narra los infortunios del Padre Santiago (Fernando Fernán Gómez), misionero que se traslada a la India para ejercer su labor apostólica. Allí debe enfrentarse a unas condiciones de vida atroces y es testigo de la extrema pobreza en la que viven los nativos. La situación se ve agravada por una epidemia que terminará costándole la vida al misionero.

## Premios
Quinta edición de las Medallas del Círculo de Escritores Cinematográficos
| Categoría               | Persona                    | Resultado |
| ----------------------- | -------------------------- | --------- |
| Mejor película          | Mejor película             | Ganadora  |
| Mejor director          | José Luis Sáenz de Heredia | Ganador   |
| Mejor actor secundario  | Rafael Romero Marchent     | Ganador   |
| Mejor actriz secundaria | Julia Caba Alba            | Ganadora  |